# Институт будущего человечества
Институт будущего человечества (англ. Future of Humanity Institute, FHI) — английский междисциплионарный исследовательский центр, функционировавший как часть факультета философии и Школы Мартина Оксфордского университета.
Основан в 2005 году, директором являлся философ Ник Бостром. В исследовательский штат среди прочих входили футуролог Андерс Сандберг, инженер Эрик Дрекслер, экономист Робин Хэнсон, а также Тоби Орд, основавший благотворительное сообщество «Giving What We Can».
Задача института заключалась в изучении наиболее важных и первостепенных для человечества областей, таких как влияние технологий и возможности глобальной катастрофы в будущем. Для работы применялся междисциплинарный подход. Институт также всячески способствовал участию общественности в управлении государством, предприятиями, университетами и другими организациями, развитию двухстороннего диалога между ними.

## История
Философ Ник Бостром основал институт в ноябре 2005 года как часть Школы Мартина Оксфордского университета, а затем школы Джеймса Мартина 21st Century School. В период с 2008 по 2010 год FHI организовал конференцию по глобальным катастрофическим рискам, было написано 22 статьи в научных журналах и опубликовано 34 главы в научных сборниках. Исследователи FHI давали политические рекомендации на Всемирном экономическом форуме, частному и некоммерческому сектору (например, Фонду Макартуров и Всемирной организации здравоохранения), а также правительственным учреждениям Швеции, Сингапура, Бельгии, Соединённого Королевства Великобритании и Соединённых Штатов Америки.
Ник Бостром и специалист по биоэтике Джулиан Савулеску также опубликовали книгу «Совершенствование человека (англ. Human Enhancement)» в марте 2009 года. Совсем недавно исследователи FHI сосредоточили внимание на опасностях, связанных с продвинутым искусственным интеллектом. В 2014 году они опубликовали несколько книг о рисках, связанных с ИИ, в том числе «Умнее нас» Стюарта Армстронга и «Искусственный интеллект. Этапы, Угрозы, Стратегии» Ника Бострома. В 2018 году организация Open Philanthropy рекомендовала выделить FHI грант в размере примерно 13,4 миллиона фунта стерлингов в течение трёх лет.

## Основные направления исследования

### Экзистенциальный риск
Крупнейшая тема, на изучение которой FHI потратила много времени, — это риск глобальных катастроф и, в частности, экзистенциальный риск. В статье 2002 года Ник Бостром определил «экзистенциальный риск» как такой, «при котором неблагоприятный исход либо уничтожит разумную жизнь земного происхождения, либо навсегда и радикально сократит её потенциал». Это включает в себя сценарии, в которых человечеству не причиняется прямого вреда, но оно не может колонизировать космос и использовать доступные ресурсы наблюдаемой Вселенной в проектах, имеющих ценность для человечества, как обсуждалось в статье 2003 года «Астрономические отходы: альтернативные издержки замедленного технологического развития (англ. Astronomical Waste: The Opportunity Cost of Delayed Technological Development)».
В 2020 году старший научный сотрудник FHI Тоби Орд опубликовал книгу «Пропасть: экзистенциальный риск и будущее человечества (англ. The Precipice: Existential Risk and the Future of Humanity)», в которой он утверждает, что защита будущего человечества является одной из важнейших моральных проблем нашего времени.

### Совершенствование человека и рациональность
С работой FHI по оценке рисков, астрономических потерь и опасностей, связанных с технологиями будущего, тесно связана работа над перспективами и рисками, связанными с улучшением человеческого потенциала. Изменения, о которых идёт речь, могут быть биологическими, цифровыми или социологическими, и акцент делается на наиболее радикальных предполагаемых изменениях, а не на наиболее вероятных краткосрочных инновациях. Исследования FHI в области биоэтики сосредоточены на потенциальных последствиях генотерапии, продлении жизни, мозговых имплантатах и нейрокомпьютерных интерфейсах, а также на загрузке сознания.
Основное внимание FHI уделяет методам оценки и повышения уровня человеческого интеллекта и рациональности как способу определения скорости и направления технологического и социального прогресса. Работа FHI по изучению человеческой иррациональности, на примере когнитивной эвристики и искажениях, включает в себя постоянное сотрудничество с Amlin по изучению системного риска, возникающего из-за предвзятости при моделировании.